# Notocaulus grilloti
Notocaulus grilloti är en skalbaggsart som beskrevs av Walter 1979. Notocaulus grilloti ingår i släktet Notocaulus och familjen Aphodiidae. Inga underarter finns listade i Catalogue of Life.